# Бібліотека № 149 (Київ, Печерський)
Бібліоте́ка № 149 Печерського району м. Києва.

## Адреса
01021 м.Київ вул. Липська, 12/5 тлф 253-15-51

## Характеристика
Площа приміщення бібліотеки 100 м², книжковий фонд — 15 тис. примірників. Щорічно обслуговує 1 тис. користувачів, кількість відвідувань за рік — 8 тис., книговидач — 26 тис. примірників.

## Історія бібліотеки
Бібліотека заснована у 1992 році. Бібліотечне обслуговування: абонемент, читальний зал, надаються послуги міжбібліотечного абонемента.